# Săuca, Satu Mare
Săuca (în maghiară Sződemeter, în germană Demeter) este satul de reședință al comunei cu același nume din județul Satu Mare, Transilvania, România.

## Personalități
- Ferenc Kölcsey, autorul textului imnului oficial al Ungariei
- Valer Părău
- Vasiliu Pustai (1875 - 1953), deputat în Marea Adunare Națională de la Alba Iulia 1918